# AN/AAR-57
Bei dem AN/AAR-57 (JETDS-Bezeichnung) oder „Common Missile Warning System“ (CMWS) handelt es sich um ein Raketenwarnsystem, welches die Besatzung von Hubschraubern und Flugzeugen vor feindlichen Lenkflugkörpern warnen soll. Es wird von dem britischen Konzern BAE Systems produziert.

## Beschreibung
Um anfliegende Raketen zu erkennen, verfügt das AAR-57 über vier bis sechs passive optische Weitwinkelsensoren, welche die Abgasfahne von Lenkflugkörpern erfassen, verfolgen und identifizieren können. Es ist ein integraler Bestandteil des AN/ALQ-212-Eloka-Komplexes und bleibt auch bei starken Manövern im transsonischen Geschwindigkeitsbereich einsatzfähig.
Im September 2007 lieferte BAE Systems das 1.000ste System an die United States Army aus, welche große Teile ihrer Hubschrauberflotte mit dem AAR-57 ausrüstet.

## Technische Daten

### Sensoreinheit
- Gewicht: 1,4 kg
- Durchmesser: 8 cm
- Länge: 11 cm

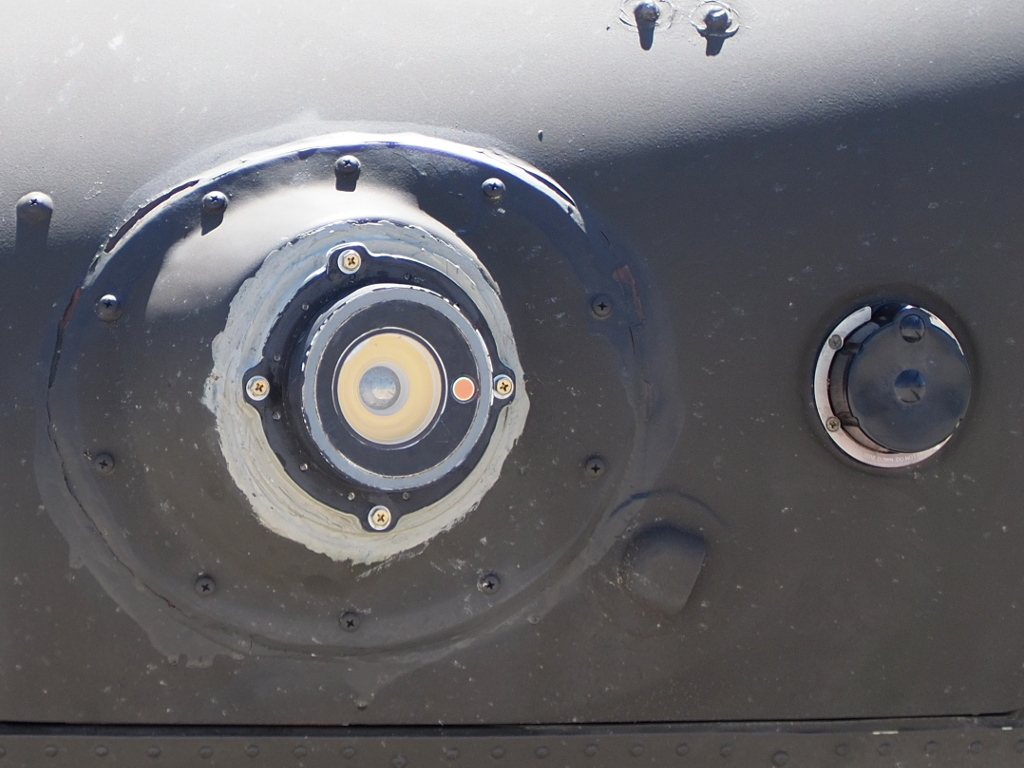
AAR-57 Sensoreinheit an einem UH-60M Blackhawk Hubschrauber der U.S. Army

- Energiebedarf: 10 W (beim Enteisungsvorgang: 26 W)

### Computereinheit
- Gewicht: 8,5 kg
- Ausmaße (B×H×L): 23 × 13 × 28 cm
- Energiebedarf: 185 W

## Plattformen
| Flugzeuge - F-16 Fighting Falcon - F-15 Eagle - AV-8B Harrier II - A-10 Thunderbolt II - Panavia Tornado - C-5 Galaxy - C-17 Globemaster III - C-130 Herkules - V-22 Osprey | Hubschrauber - OH-58 Kiowa - AH-64 Apache - UH-1 Iroquois - CH-47 Chinook - UH-60 Black Hawk |